# Parc Paul-Chastellain
Le parc Paul-Chastellain est un jardin public de la ville de Tarbes, dans le département français des Hautes-Pyrénées.

## Toponymie
Ce parc porte le nom du maire de Tarbes qui est à l'origine du projet, Paul Chastellain, il a une superficie de 2,3 ha et combine des arbres centenaires avec de nouvelles plantations.

## Localisation
Le parc est situé dans le quartier d'Ormeau-Figarol (canton de Tarbes 3) et a pour accès le chemin de l’Ormeau et la rue du IV Septembre.

## Historique
Le parc fait partie de l'ancienne propriété de la famille Fould, meublée dans les années 1840, qui a été achetée par la ville de Tarbes en 1978, il a été rénové et modernisé entre 1981 et 1982.
Dans le parc, nous trouvons la villa Fould, avec ses vestiges historiques et impériaux, construite par Achille Fould, ministre d'État de Napoléon III.
Cette villa rénovée et agrandie accueille depuis 2008 le siège administratif et les salles d'expositions de la Maison du Parc national des Pyrénées à Tarbes.

## Espèces végétales
Parc paysager à l'anglaise dans lequel de grands arbres forment des allées ombragées, avec plan d’eau, ainsi que de nombreuses fleurs de saison.
Il comprend un plan d'eau alimenté par des cascades et de grandes pelouses qui dégagent de belles perspectives sur la villa. Un terrain de jeu a été construit au bord du lac en 1981.
Parmi les arbres on trouve des Cedrus libani, Cedrus atlantica, Sequoia sempervirens, tilleuls, frênes, diverses espèces de Quercus, entre les arbres d’alignement du Platanus occidentalis.

## Galerie d'images

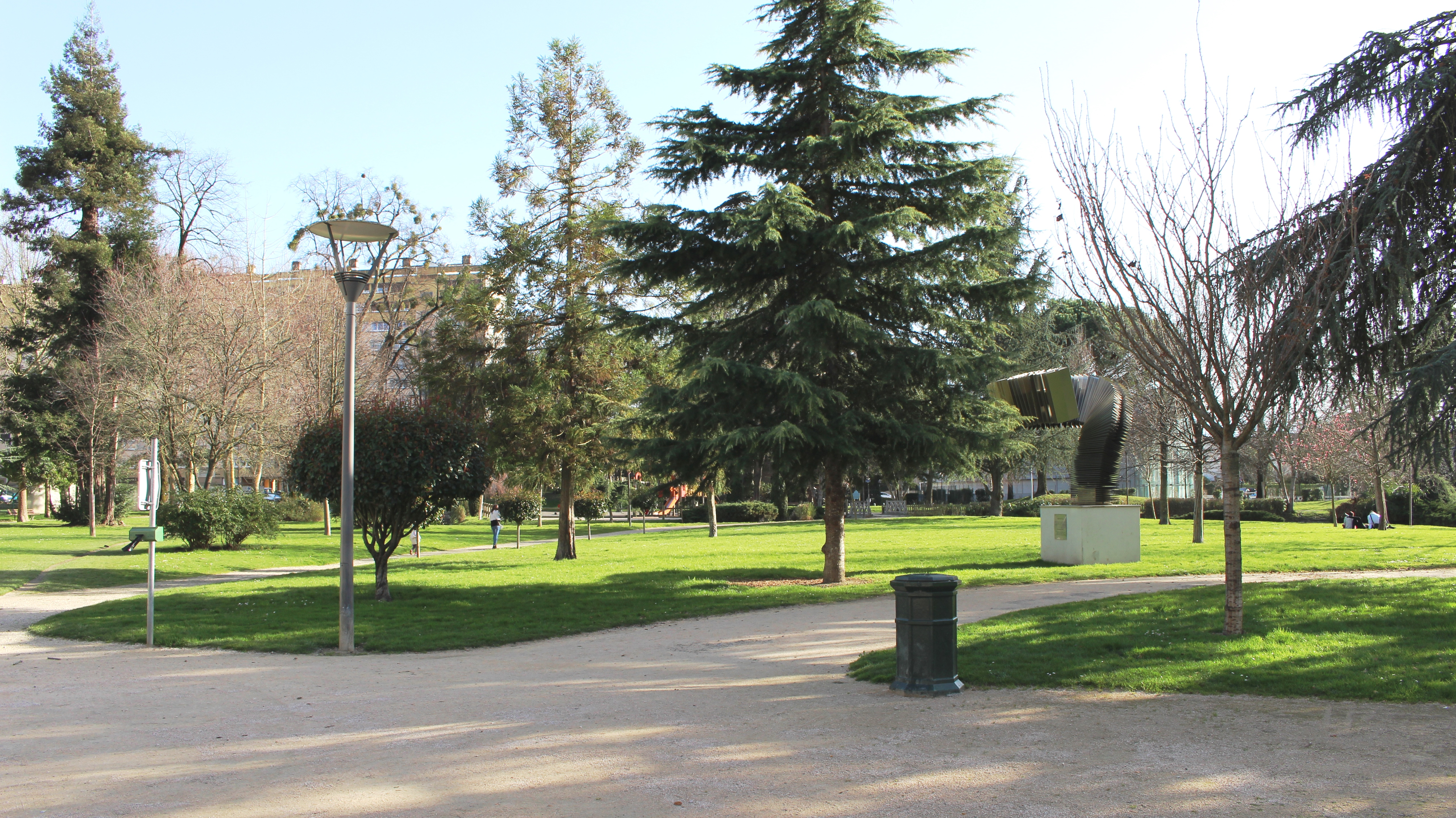
L’entrée nord.
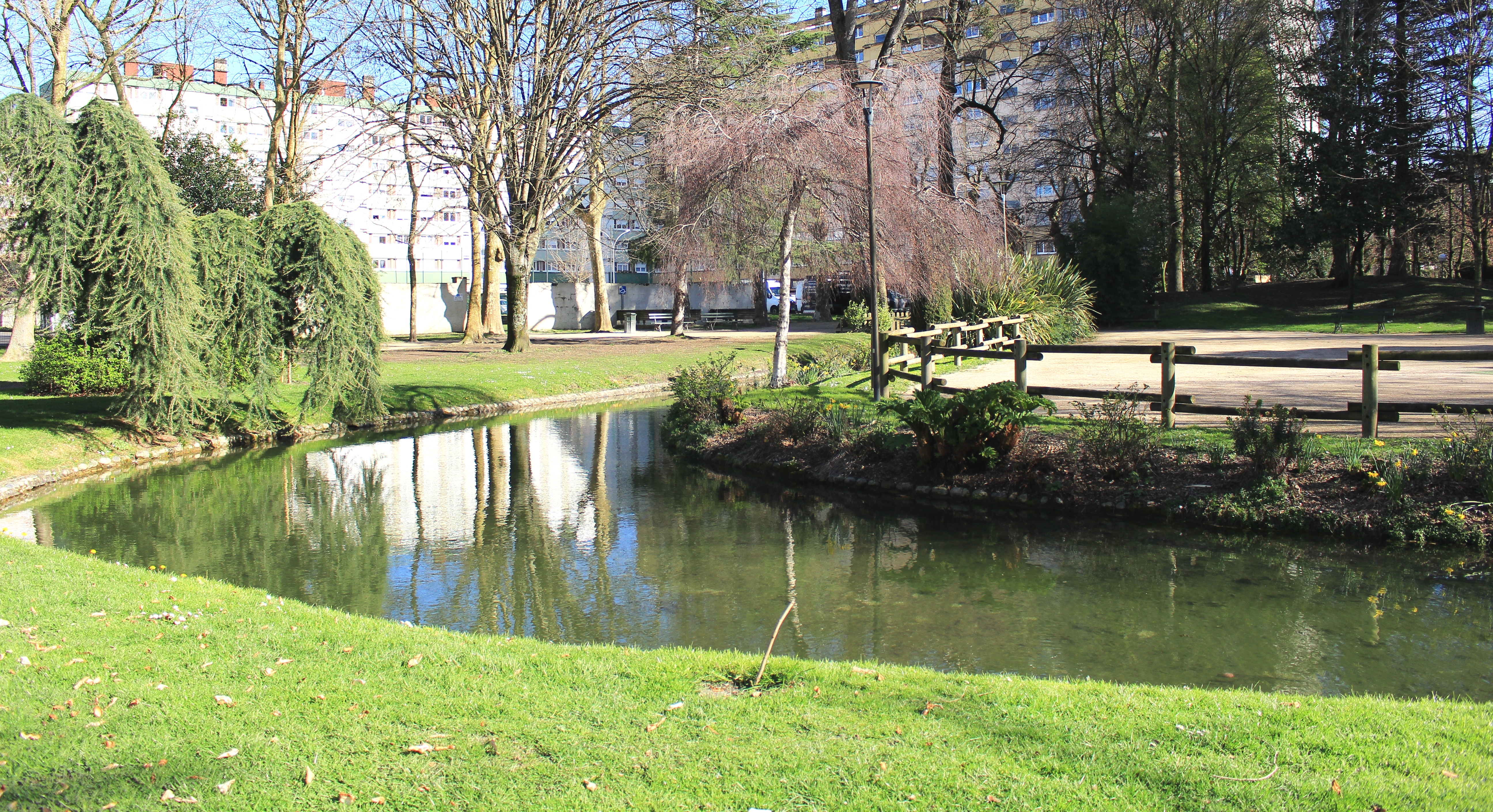
Le plan d'eau.
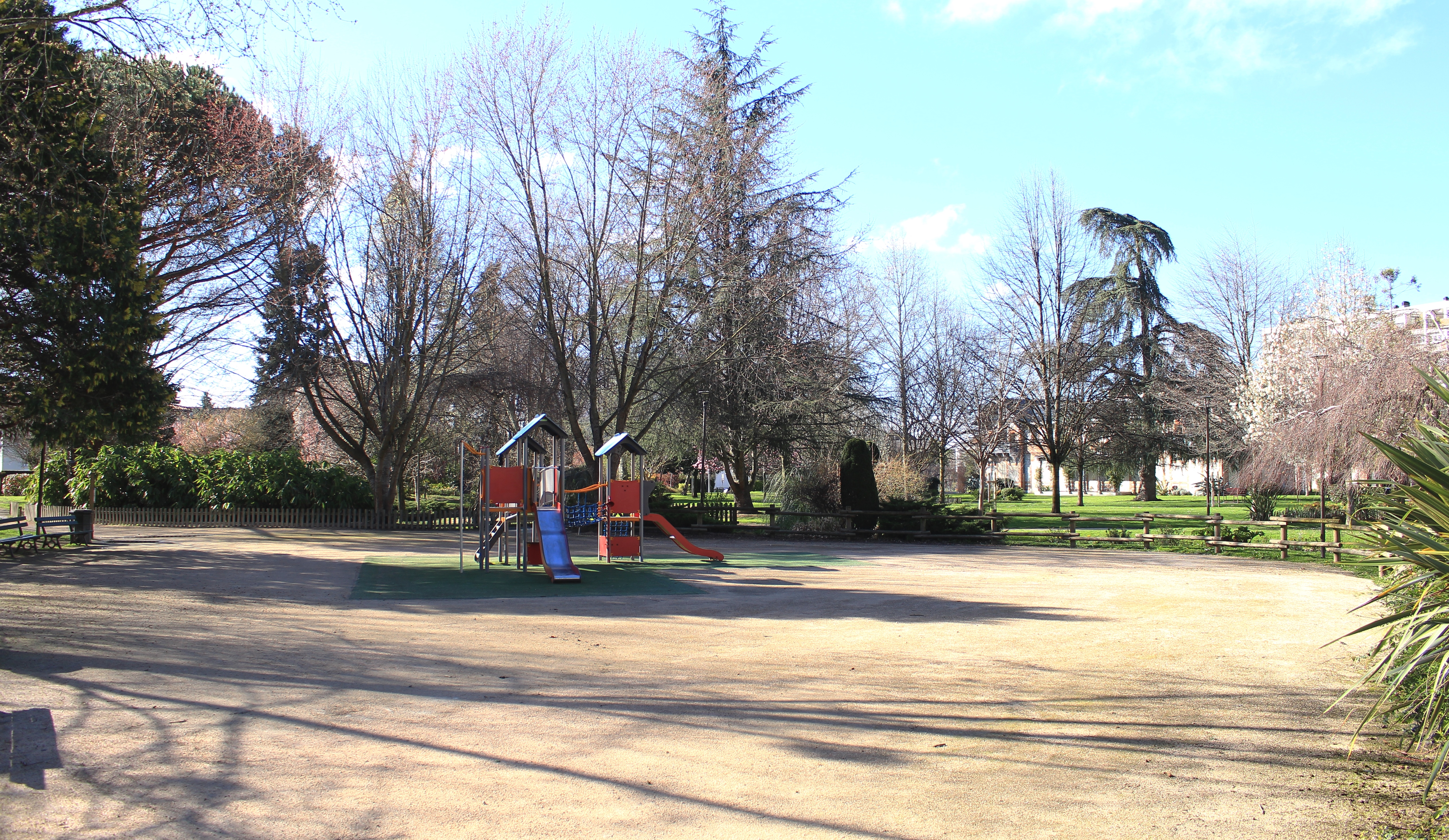
L'aire de jeux.
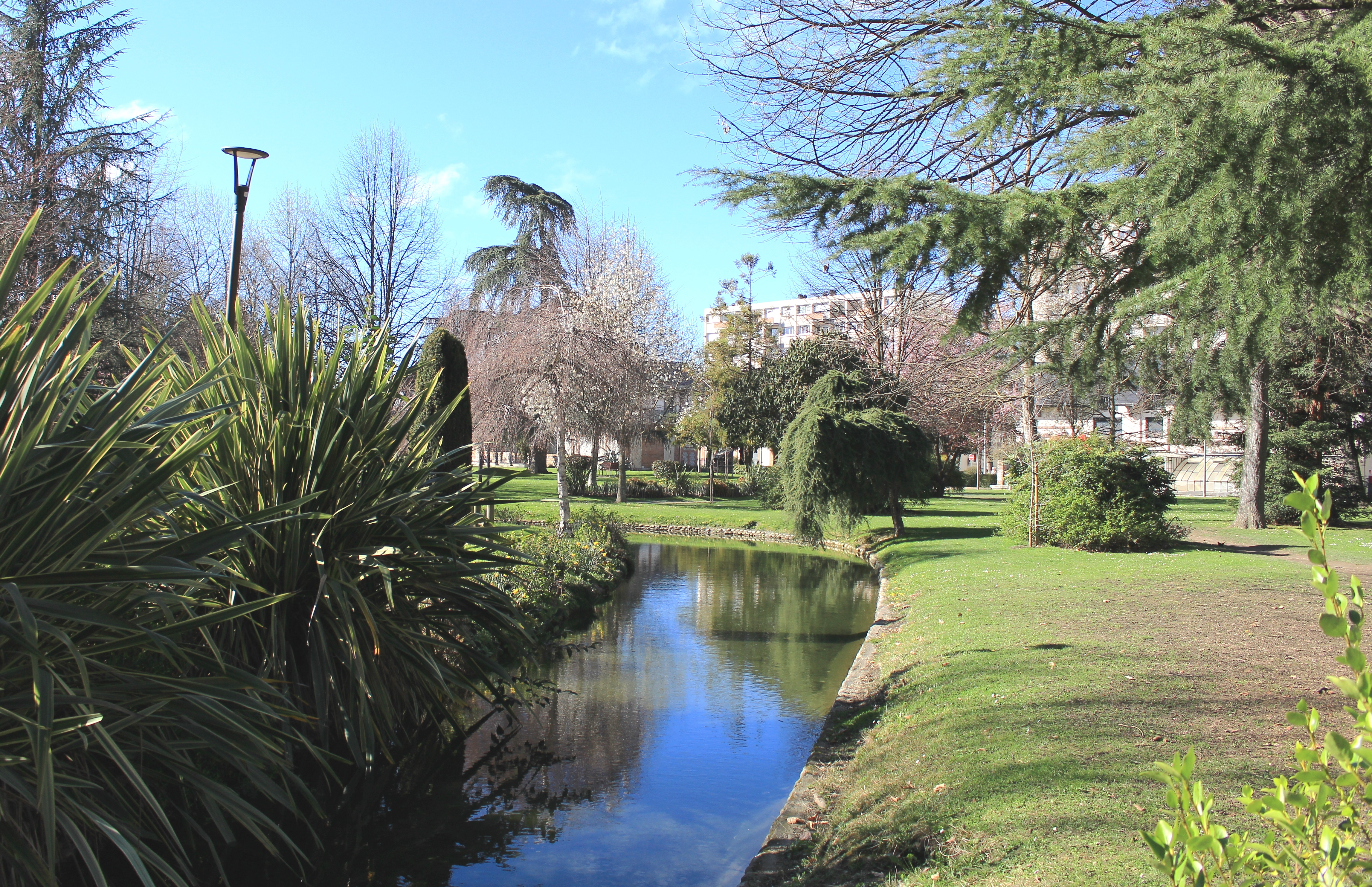
Le canal.